# Hugh de Courtenay (1276-1340)
Hugo I van Devon de Courtenay (14 september 1276 - Tiverton, 23 december 1340) was een Engels edelman die baron was van Okehampton en na 1335 graaf van Devon.

## Biografie
Hugh de Courtenay werd geboren als de oudste zoon van de baron van Okehampton Hugh de Courtenay en Eleanor le Despenser. In 1282 trouwde hij met Agnes de Saint-John en erfde hij de baronie van zijn vader. Vijftien jaar later maakte Hugh de Courtenay deel uit van het Engelse leger dat in Schotland ging vechten. Zo was hij in 1298 aanwezig bij de voor de Engelsen desastreus verlopen Slag bij Stirling Bridge. Uiteindelijk werd Hugh op 23 mei 1296 geridderd door Eduard van Wales. Omstreeks 1318 ging hij uitmaken van de adviesraad rondom koning Edward II. In 1335 ontving hij brieven waarin hij werd benoemd tot graaf van Devon. Het graafschap had 41 jaar lang zonder heerser gezeten na de dood van Isabel van Devon. Vijf jaar later stierf hij in Tiverton en werd later begraven nabij Exeter.

### Huwelijk en kinderen
In 1282 trouwde hij met Agnes de Saint-John, dochter van de heer van Old Basing. Zij kregen samen de volgende kinderen:
- John Courtenay (1300-1349), prior van Lewes en abt van Tavistock
- Hugh de Courtenay, erfde het graafschap Devon
- Robert Courtenay (1309-1394)
- Sir Thomas Courtenay (1311-1362)
- Eleanor Courtenay (ca. 1309-1330), trouwde met John de Grey, baron van Grey
- Elisabeth Courtenay (1313-?), trouwde met Bartholomew de Lisle.